# James City
James City és una concentració de població designada pel cens dels Estats Units a l'estat de Carolina del Nord. Segons el cens del 2007 tenia 5.718 habitants.

## Demografia
Segons el cens del 2000, James City tenia 5.420 habitants, 2.184 habitatges i 1.530 famílies. La densitat de població era de 251,5 habitants per km².
Dels 2.184 habitatges en un 30,9% hi vivien nens de menys de 18 anys, en un 54,8% hi vivien parelles casades, en un 12% dones solteres, i en un 29,9% no eren unitats familiars. En el 25,1% dels habitatges hi vivien persones soles el 8,1% de les quals corresponia a persones de 65 anys o més que vivien soles. El nombre mitjà de persones vivint en cada habitatge era de 2,44 i el nombre mitjà de persones que vivien en cada família era de 2,9.
Per edats la població es repartia de la següent manera: un 24,6% tenia menys de 18 anys, un 7,9% entre 18 i 24, un 29,6% entre 25 i 44, un 23,5% de 45 a 60 i un 14,4% 65 anys o més.
L'edat mediana era de 38 anys. Per cada 100 dones de 18 o més anys hi havia 90 homes.
La renda mediana per habitatge era de 36.490 $ i la renda mediana per família de 45.410 $. Els homes tenien una renda mediana de 31.021 $ mentre que les dones 21.859 $. La renda per capita de la població era de 18.635 $. Entorn del 9,6% de les famílies i el 13,5% de la població estaven per davall del llindar de pobresa.

## Poblacions més properes
El següent diagrama mostra les poblacions més properes.